# Trận chiến núi Định Quân
Trận chiến ở núi Định Quân (定軍山之戰, "Định Quân sơn chi chiến") là trận chiến diễn ra trong đời Tam Quốc trong lịch sử Trung Quốc giữa 2 nước Tào Ngụy của Tào Tháo và Thục Hán của Lưu Bị vào năm 219. Kết thúc trận chiến, quân Thục Hán giành được thắng lợi và sau đó chiếm luôn Hán Trung của Tào Ngụy.

## Nguyên nhân cuộc chiến
Năm 216, Lưu Bị chiếm được Ích Châu của Lưu Chương, tự lập làm Ích Châu mục. Sau đó, Tào Tháo cũng chiếm Hán Trung của Trương Lỗ rồi đem quân đến Hợp Phì đánh nhau với Tôn Quyền, giao Hán Trung lại cho Trương Cáp và Hạ Hầu Uyên. Năm 217, tướng Ngụy là Trương Cáp tiến đánh ải Hà Manh bị tướng Thục là Hoàng Trung đánh bại. Nhân cơ hội đó, năm 218 Lưu Bị tấn công Hán Trung nên sai Hoàng Trung đến chiếm núi Định Quân là nơi Tào Tháo cất giữ lương thảo. Trận chiến tại núi Định Quân bùng nổ.

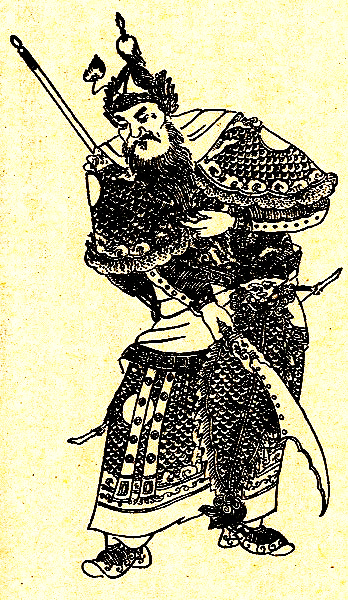
Chân dung Hoàng Trung

## Diễn biến cuộc chiến
Hạ Hầu Uyên trấn giữ núi Định Quân báo tin cho Tào Tháo, Tào Tháo bèn đem quân đến Hán Trung và hạ lệnh cho Hạ Hầu Uyên đánh nhau với Hoàng Trung. Hoàng Trung đóng quân ở chân núi Định Quân, sai Trần Thức ra địch bị quân Ngụy bắt sống. Sau đó, Hoàng Trung dùng kế bắt tướng Hạ Hầu Thượng của Hạ Hầu Uyên. Hạ Hầu Uyên sau đó bèn rút quân về và không ra đánh nữa.
Hoàng Trung được Pháp Chính bày kế chiếm núi Đối Sơn nằm ở phía tây núi Định Quân là ngọn núi cao từ đó có thể thấy được toàn bộ núi Định Quân. Hoàng Trung đánh bại Đỗ Tập, tướng của Hạ Hầu Uyên rồi chiếm núi Đối Sơn. Hạ Hầu Uyên tức giận đem quân đến núi Đối Sơn khiêu chiến với Hoàng Trung mặc dù Trương Cáp đã can ngăn. Hoàng Trung theo kế Pháp Chính đợi đến khi quân của Hạ Hầu Uyên mỏi mệt, Hoàng Trung kéo quân xuống rồi chém chết Hạ Hầu Uyên. Thừa thắng, Hoàng Trung kéo quân đến chiếm núi Định Quân. Trương Cáp địch không nổi, bỏ chạy. Quân Thục thắng lợi.

## Sau trận chiến
Sau trận chiến ở núi Định Quân, Lưu Bị thừa cơ chiếm luôn Hán Trung vào năm 219.